# Shingo Araki
Shingo Araki (荒木 伸吾, Araki Shingo, Osaka, 1 de janeiro de 1939 — 1 de dezembro de 2011) foi designer de animes. Trabalhou como  character designer dos animes Saint Seiya, Babel II, Cutey Honey,  Versailles no Bara, Yu-gi-oh! entre outros.
Seu interesse pelo desenho começou com cinco anos de idade. Se formou na Prefeitura de Aichi. Em 1955, aos 18 anos debutou como desenhista na "Machi Magazine". Mais tarde se uniu com a Mushi Production como animador em 1965 e depois fundou o Studio Jaguar em 1966. Em 1970 trabalhou como diretor de animação na série "Ashita no Joe" da Mushi TV, mais tarde trabalharia com um grande número de adaptações dos mangás de Go Nagai, como Devilman em 1972, Cutei Honey en 1973 e UFO Robo Grendizer em 1975, sendo o desenhista de personagens dos dois últimos.
Normalmente trabalhava com a diretora de animação Michi Himeno, a quem conheceu em 1973 e se tornando mais tarde sua esposa. Juntos formaram a Araki Production em 1975 e junto com Himeno foi reconhecido por seu trabalho. O casal Araki-Himeno trabalhou em séries de televisão, filmes e desenhos animados como Saint Seiya.
Alguns de seus sucessos são Majokko Megu-chan (1974), Andersen Dowa Ningyo Hime (1974), Lupin III (1977), Mugen Kido SSX (Captain Harlock,1978), La Rosa de Versalles (Lady Oscar, 1979), Hana no Ko Lunlun (Angel, 1979), Mahou Shoujo Lalabelle (1980), Uchû Densetsu Ulysses 31 (Ulises 31, produzida em 1980, lançada em 1981), e a série de OVAs Fuma no Kojiro (1991). O reconhecimento mundial veio com Saint Seiya - (Cavaleiros do Zodíaco) de 1986, pelo seu estilo de traço dinâmico unido ao traços elegantes de Michi. O que pode ser percebido logo no primeiro episodeo cuja direção foi de Araki.   Essa dupla dinâmica, como eram conhecidos, fui fundamental para o sucesso da série.
Trabalhando para Toei Animation e Tokyo Movie Shinshia, Araki deu vida a muitas produções americanas que contratavam os serviços da empresa japonesa, algumas delas foram 'Mighty Orbots' (1984) onde trabalhou como animador principal, 'The Adventures of the American Rabbit' (1986) e' G.I. Joe: The Movie' (1987).

## Trabalhos com Masami Kurumada
Shingo Araki era desenhista de personagens e animador das obras de Kurumada, Araki ganhou sua confiança depois de levar, de um jeito exótico a televisão, Saint Seiya em 1986, precedente que iria ganhar dele anos depois para dar vida sobre o papel às séries de Fuma no Kojiro e Ring ni Kakero, seu trabalho mais recente é uma das obras de Kurumada.

## Cavaleiros do Zodíaco
Saint Seiya foi o título mais conhecido no Ocidente em que Shingo Araki trabalhou, não só se encarregou de animar muitos dos episódios, se não, como desenhista de personagens remodelou por completo o desenho das armaduras de bronze e ouro originais de Masami Kurumada, armaduras cujas peças cobririam grandes partes do corpo assim como os capacetes cobririam toda a cabeça, tornando a animação um grande atrativo visual para o público em geral. Trabalhou também em Saint Seiya Hades e em filmes incluindo o 'Tenkai', exceto o quarto.
A última obra baseada nos desenhos de Araki se apresentou nas lojas japonesas com o primeiro vídeo-game exclusivo de Playstation 3 de Saint Seiya: Sanctuary Battle. O jogo alcançou a terceira colocação no ranking dos mais vendidos com mais de 60 mil cópias.

## Morte
Shingo Araki faleceu no dia 1 de dezembro de 2011, no Hospital de Itabashi em Tóquio aos 72 anos. A causa da morte decorreu de uma insuficiência circulatória aguda.

## Obras
- Ashita no Joe (TV)1970 : Diretor de Animação. (EP. 4,6,9,13,16,18,21,23,26,30,34,40,47,50,56,62,66,71,76)
- Mahō no Mako-chan (TV)1970 : Diretor de Animação. (EP. 30,34,42)
- Moonlight Mask (TV)1972 : Animador.
- Devilman (TV)1972 : Diretor de Animação. (EP 4)
- Cutie Honey (TV)1973 : Desenhista e Diretor de Animação.
- Babel II (TV)1973 : Desenhista e Diretor de Animação.
- Majokko Megu-chan (TV)1974 : Desenhista e Diretor de Animação.
- UFO Robot Grendizer (TV)1975 : Desenhista e Diretor de Animação.
- New Star of Giants (TV)1977 : Diretor de Animação.
- Wakusei Robo Danguard Ace (TV)1977 : Desenhista e Diretor de Animação.
- Galaxy Express 999 (TV)1978 : Desenhista.
- Hana no Ko Lunlun (TV)1979 : Desenhista e Animador.
- New Star of Giants II (TV)1979 : Desenhista.
- The Rose of Versailles (TV)1979 : Desenhista e Diretor de Animação.
- Ulysses 31 (TV) 1981 : Diretor e Chefe de Animação.
- Baxinger (TV)1982 : Animador de Principal.
- Arcadia of My Youth: Endless Orbit SSX (TV)1982 : Diretor de Animação.
- Ai Shite Knight (TV)1983 : Diretor de Animação.
- Glass Mask (TV)1984 : Animador Principal.
- Lupin III Part III (TV)1984 : Supervisor de desenho e Diretor de Animação.
- Marvelous Melmo (TV)1985 : Diretor de Animação.
- Maple Town (TV)1986 : Diretor de Animação.
- Saint Seiya (TV)1986 : Desenhista e Diretor de Animação.
- Yokoyama Mitsuteru Sangokushi (TV)1991 : Desenhista e Diretor de Animação.
- Aoki Densetsu Shoot! (TV)1993 : Desenhista e Diretor de Animação.
- Gegege no Kitaro (TV 4/1996) : Desenhista.
- Kindaichi Case Files (TV)1997 : Desenhista.
- Yu-Gi-Oh! (TV)1998 : Desenhista.
- Yu-Gi-Oh! Duel Monsters (TV)2000 : Desenhista.
- Ring ni Kakero 1: Carnival Champion Hen (TV)2004 : Desenhista e Diretor chefe de animação.
- Ring ni Kakero 1: Nichibei Kessen Hen (TV)2006 : Desenhista.